# رايل
رايل أو ريليه هي واحدة من وحدتين من المعاوقة الصوتية المحددة، على قدم المساواة، مقاومة صوتية مميزة؛ واحد وحدة نظام وحدات متر كيلوغرام ثانية، والأخرى وحدة نظام وحدات سنتيمتر غرام ثانية. تتم تسمية الوحدات على اسم جون ويليام ستروت، بارون رايلي الثالث، ويجب عدم الخلط بينها وبين وحدة رايلي لتدفق الفوتون، وتستخدم لقياس التوهج، وتسميتها باسم ابنه، روبرت جون ستروت، رابع بارون رايلي. ولها نفس أبعاد الزخم لكل حجم.